# Ramiz
Ramiz je moško osebno ime.

## Izvor imena
Ramiz je muslimansko ime, ki izhaja iz turškega imena Rāmiz, to pa iz arabske besede rāmiz v pomenu besede »kdor na kaj kaže, se slikovito izraža«. Ime Ramiz imajo v Sloveniji muslimanski priseljenci in njihovi potomci.

## Različice imena
- ženske različice imena: Miza, Ramiza, Ramize, Ramza, Ramezija

## Pogostost imena
Po podatkih Statističnega urada Republike Slovenije je bilo na dan 31. decembra 2007 v Sloveniji število moških oseb z imenom Ramiz: 342.